# 鄂尔多斯羊绒集团
内蒙古鄂尔多斯羊绒集团有限公司，簡稱内蒙古鄂尔多斯羊绒集团，以及内蒙古鄂尔多斯羊绒（英語：Inner Mongolia Erdos Group Company Limited），在1979年，由内蒙古自治区纺织工业公司，以及日本三井物产株式会社合資組成伊克昭盟羊绒衫厂，当时王林祥任安装副总指挥。1989年后改名鄂尔多斯羊绒衫厂。后为实现工厂与公司分离以及公司工场体制改革,于1991年组建成立了"鄂尔多斯羊绒集团公司"。至此公司主要由王林祥等企业家持股，鄂尔多斯羊绒集团正式成立。
業務除了主要在中國大陸經營以羊絨產品外，還包括煤炭能源、酒店餐飲、娛樂、媒體、化工、金屬、房地產等行業。
而在1995年10月20日，旗下内蒙古鄂尔多斯资源股份有限公司（前身為内蒙古鄂尔多斯羊绒制品股份有限公司，上交所：600295、上交所：900936），按以發行新股為11000万B股於上海證券交易所上市，之後在2001年4月，按以發行新股為51600萬A股於上海證券交易所上市。
總部位於内蒙古鄂尔多斯市达拉特南路32号34号楼道6楼。

## 連結
- ChinaErdos.com（页面存档备份，存于）